# Crash Bandicoot 3: Warped
Crash Bandicoot 3: Warped  (in italiano chiamato Crash Bandicoot 3: Teletrasportato da Cortex e Uka Uka nella schermata iniziale), conosciuto anche come Crash Bandicoot: Warped  in Nordamerica e come Crash Bandicoot 3: Buttobi! Sekai isshuu (クラッシュバンディクー３： ブッとび！世界一周?, Kurasshu Bandikū 3: Buttobi sekai ichi shū, lett. "Crash Bandicoot 3: Salto! Intorno al mondo") in Giappone, è un videogioco a piattaforme sviluppato da Naughty Dog e pubblicato da Sony Computer Entertainment nel 1998 per PlayStation. È il secondo sequel della serie di videogiochi di Crash Bandicoot, dopo Crash Bandicoot 2: Cortex Strikes Back, e conclude la prima trilogia della serie principale.
Dal 23 ottobre 2008 è possibile scaricare Crash Bandicoot 3: Warped per PlayStation 3 e PlayStation Portable tramite PlayStation Network.
Un remake del gioco è incluso, insieme ai suoi 2 prequel, nella raccolta intitolata Crash Bandicoot N.Sane Trilogy, pubblicata per PlayStation 4 il 30 Giugno 2017 e il 29 Giugno 2018 per Xbox One, Nintendo Switch e Microsoft Windows. Nel 2020 è uscito il sequel diretto del gioco chiamato Crash Bandicoot 4: It's About Time.

## Trama
Dopo che le 42 gemme raccolte da Crash in Crash Bandicoot 2: Cortex Strikes Back sono state usate da Nitrus Brio per distruggere il Cortex Vortex, alcuni resti della stazione spaziale precipitano sulla terra distruggendo un antico tempio. Si tratta della prigione dove è rinchiuso Uka Uka, fratello gemello cattivo di Aku Aku, liberato dopo che secoli prima lo stesso fratello l'aveva rinchiuso per proteggere il mondo dalla sua malvagità.
Il malvagio stregone salva Neo Cortex dalle profondità dello spazio, e seppur furibondo a causa dei fallimenti di Cortex (che si rivela essere sempre stato agli ordini di Uka Uka) decide di dare un'altra possibilità allo scienziato poiché quest'ultimo lo ha indirettamente liberato dalla sua prigionia. Lo stregone presenta, quindi, il Dottor Nefarious Tropy, un brillante signore del tempo e ideatore del "Vortice Temporale" con cui è possibile viaggiare attraverso il tempo: grazie ad esso potrebbero recuperare i Cristalli del Potere, ormai sparsi nell'universo, nelle loro epoche d'origine e ricavarne così il massimo potere.
Nel frattempo Aku Aku, scoperta la fuga del suo fratellastro, riferisce subito la notizia a Crash e Coco. I tre raggiungono quindi la torre dove è situato il Vortice risucchia Tempo, dove inizia la loro avventura, prima che Cortex, Uka Uka e i loro scagnozzi recuperino i Cristalli del Potere.
Dopo aver sconfitto due scagnozzi di Cortex, Tiny Tiger e il nuovo arrivato, Dingodile, Crash mette fuori combattimento N. Tropy, rendendo così la macchina del tempo instabile e del tutto fuori controllo. Coco batte poi N. Gin sulla Luna nel futuro con l'aiuto di Pura, un cucciolo di tigre che aveva incontrato durante il viaggio verso la muraglia cinese del XVII secolo, e dopo che Crash affronta e sconfigge Cortex nel centro nevralgico del Vortice Temporale, la macchina implode, esiliando Neo Cortex, N. Tropy e Uka Uka all'alba dei tempi.

## Modalità di gioco
Come nei precedenti due capitoli, il gioco è caratterizzato da livelli "a corridoio". Essi presentano vari nemici e trappole, senza escludere le immancabili casse. In alcuni livelli anziché Crash si controlla Coco.
La Warp Room (o Macchina Risucchia Tempo nel doppiaggio italiano) è il mezzo con la quale si riuscirà ad accedere ai vari livelli del gioco. Essa si dirama in 5 aree differenti, all'interno di ogni area si potranno trovare 5 pulsanti, con i quali si potrà accedere a uno specifico livello. Appena iniziata una nuova partita, sarà disponibile solamente la prima area, completando i 5 livelli della prima area si attiverà un sesto pulsante, relativo al boss di quell'area. Sconfiggendo il boss, oltre che ricevere un Super Potere, verrà sbloccata l'area successiva, e così via.
Nella Warp Room sarà possibile salvare i propri progressi, attraverso una schermata posta nell'area centrale.

## Livelli
I Livelli del gioco sono in totale 30: 
- 25 livelli principali, che si trovano nella Warp Room superiore.
- 3 livelli si trovano nella parte inferiore (oltre alle death route di 2 livelli della parte superiore), accessibile dopo aver recuperato 5 Reliquie del Tempo.
- 2 livelli non compaiono sotto forma di pulsanti come gli altri, ma sono accessibili soddisfacendo determinate azioni.

Le epoche di ambientazione sono Europa medievale, Atlantide, Grande muraglia cinese nel XVII secolo, America del Sud preistorica, acque australiane del XVIII secolo, città araba, Nevada negli anni cinquanta, Piramide di Cheope, Prima guerra mondiale, Stati Uniti del futuro.
All'interno di ogni livello sarà possibile recuperare un Cristallo del Potere, necessari per l'avanzamento del gioco, potranno essere trovati a un certo punto del percorso, o completando determinate sfide.
Distruggendo tutte le casse trovate sul percorso, si potrà ottenere una Gemma Trasparente; in alcuni livelli, tuttavia, bisogna anche andare in un'area attraverso delle pedane (alcune delle quali sbloccabili con le gemme colorate ed altre invece, denominate death routes, che per far sì che si materializzino, bisogna arrivare fino a quel punto del livello senza mai morire) e ad un certo punto comparirà la seconda gemma del livello. Queste sono un obiettivo secondario, in quanto sbloccano un finale alternativo.
Una volta recuperato il Cristallo in un livello, se si rientra una seconda volta in esso, si noterà un cronometro nelle vicinanze. Toccandolo si darà inizio alla Prova a Tempo, dove si dovrà percorrere l'intero livello nel minor tempo possibile venendo successivamente ricompensati con una Reliquia del Tempo. Minore è il tempo, migliore è la Reliquia.

## Colonna sonora
La musica è composta da Mutato Muzika, Mark Mothersbaugh e Josh Mancell.

## Remake
Il 30 giugno 2017 è stato pubblicato per PlayStation 4 (e il 29 giugno 2018 anche per Xbox One, Nintendo Switch e PC) un remake del gioco e dei suoi 2 prequel, chiamato Crash Bandicoot: N. Sane Trilogy.